# Heteroscada reckia
Heteroscada reckia är en fjärilsart som beskrevs av Jacob Hübner 1806. Heteroscada reckia ingår i släktet Heteroscada och familjen praktfjärilar. Inga underarter finns listade i Catalogue of Life.